# Wellington Castillo Sánchez
Ricardo Wellington Castillo Sánchez (Santiago de Chuco, 31 de julio de 1945 - Trujillo, 8 de febrero de 2022) fue un poeta, abogado, ensayista y escritor peruano. Sus obras más destacadas en los últimos años fueron "Sartenazos que duelen o tiznan: las tradiciones de Ricardo Palma de la región La Libertad", "Ombligo al aire", "Siempre Viva", y la presentación teatral de "Mariposa de Humo". 

## Biografía
Estudió la educación primaria y secundaria en Santiago de Chuco. Posteriormente, estudió Educación Secundaria con especialización en Filosofía, Psicología y Ciencias Sociales; y, luego estudió Derecho y Ciencias Políticas, ambos en la Universidad Nacional de Trujillo, en la que también obtuvo un posgrado y en donde fue docente hasta el año 2019.

## Labor social
Desde sus años escolares participó en la vida cultural santiaguina, particularmente en el movimiento teatral que ha sido una de las manifestaciones más ricas de Santiago de Chuco. Como universitario participó en el movimiento cultural y artístico de Trujillo (Generación del 70) integrando y formando grupos literarios y teatrales independientes como: Estudio Dos, Asociación Cultural Guiñol, Teatro de la Alianza Francesa de Lima con sede en Trujillo, "Sayari" Teatro Arte Trujillo y Tungsteno de Santiago de Chuco, desarrollando paralelamente una fructífera creación literaria y dramática.

## Obras

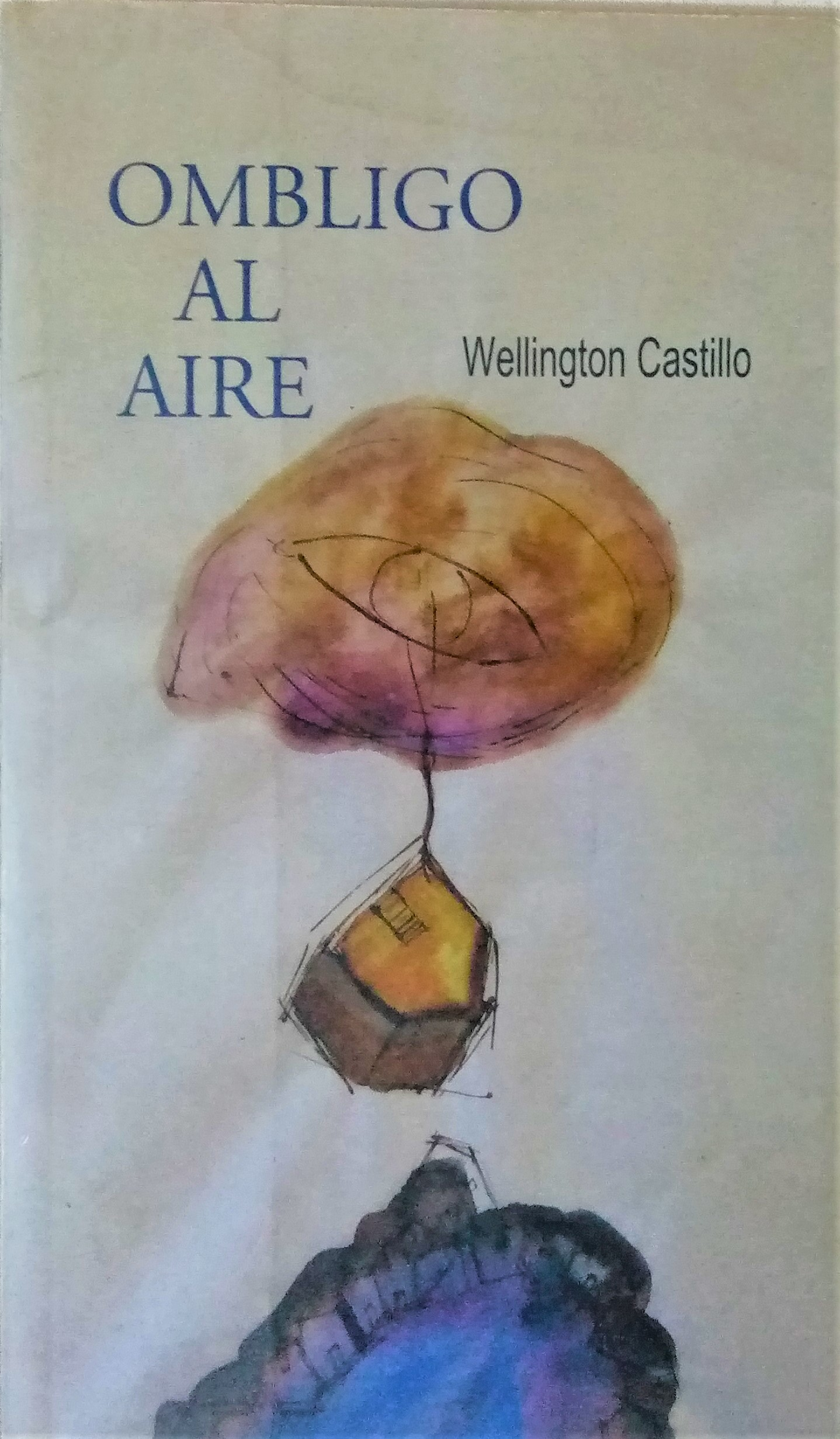
"Ombligo al aire" presentada en el año 2015

Sus obras siempre han cautivado al lector peruano, y algunas de ellas han sido llevadas al teatro. Wellington Castillo se caracterizó siempre por su poesía y su pasión de transmitir a la juventud peruana, su literatura y su pensamiento.
- Perenne lumbre
- Corola de bruma
- Pumakayán
- Sobre cruz e imperio
- Fe de erratas
- Lámparas y telones en los patios santiaguinos : memoria colectiva de las Veladas Literario - Musicales en Santiago de Chuco, 1900-1990 (1994)
- Los hermanos Arias Larreta: Identidad y compromiso (1995)
- Savia Abrigada (2003)
- Canto del Pueblo (2004)
- Sartenazos que duelen o tiznan : las tradiciones de Ricardo Palma de la región La Libertad (2012)
- Ombligo al aire (2015)
- Siempre Viva (2017)

## Distinciones y premios
- "Orden de Vallejo en el Grado de Gran Cruz", otorgado por la Municipalidad Distrital de Santiago de Chuco.
- Premio Nacional “Sebastián Salazar Bondy” (1989)